# Pizzoni
Pizzoni là một đô thị ở tỉnh Vibo Valentia trong vùng Calabria, có cự ly khoảng 45 km về phía tây namcủa Catanzaro và khoảng 15 km về phía đông nam của Vibo Valentia. Tại thời điểm ngày 31 tháng 12 năm 2004, đô thị này có dân số 1.307 người và diện tích là 23,2 km².
Pizzoni giáp các đô thị: Simbario, Sorianello, Soriano Calabro, Stefanaconi, Vazzano.